# Autorretrato con cigarrillo
Autorretrato con cigarrillo (en noruego, Selvportrett med sigarett) es una pintura de 1895 del artista noruego Edvard Munch. El uso de Munch del cigarrillo y la descomposición física como un rechazo de los valores sociales suscitó controversia después de la exhibición del autorretrato de 1895. La obra pertenece a la Galería Nacional de Oslo.

## Composición
El artista está rodeado por una sombra oscura mientras sostiene un cigarrillo humeante en la mano. John Ravenal compara la iluminación dramática de la pintura con la de un escenario. Sue Prideaux escribe que «Munch aparece del humo del cigarrillo como un genio de una botella». El cigarrillo, que la historiadora del arte Patricia Berman llama «un nexo para las identidades sociales marginales en la década de 1890», era un símbolo de la «desviación» y la «disolución social» entre las fronteras de clase y género. Así, su inclusión en el autorretrato rechaza los valores tradicionales y asocia a Munch con la bohemia y la decadencia. Berman también cree que la descripción que el artista hace de sí mismo con un «cuerpo delgado que se deshace» y una «piel cetrina» emplea el deterioro físico para desafiar las normas sociales y de salud.

## Historia
La pintura se exhibió en Blomqvist's en Oslo durante el otoño de 1895, junto con otras obras de Munch, incluida la versión de 1893 de El grito, la versión de 1894-1895 de Madonna y Vampiro. El autorretrato fue originalmente pensado para ser exhibido como un par de «retratos de bodas gemelos» junto con el retrato de Munch  de su supuesta amante, Dagny Juel. Sin embargo, el padre de Juel le pidió a Munch que quitara el retrato de su hija antes de la exposición, lo que hizo Munch. Autorretrato con cigarrillo fue comprado ese año por la Galería Nacional, ahora parte del Museo Nacional de Noruega.
La exposición del autorretrato generó controversias en torno a la salud mental de Munch. Johan Scharffenberg, entonces estudiante de medicina, sugirió que la pintura era una manifestación de la amoralidad y la degeneración mental de Munch; Scharffenberg diagnosticó al artista como una influencia enfermiza y corruptora en la juventud noruega. Berman identifica esta y otras críticas contra el peligro potencial de la pintura para la sociedad al estar motivada por pensadores influyentes como Max Nordau.
De 1908 a 1909, Munch produjo una litografía también titulada Autorretrato con cigarrillo. También hizo una reproducción fotográfica de la pintura en algún momento entre 1907 y 1909.
De febrero a mayo de 2006, el autorretrato y otras 86 pinturas de Munch se exhibieron en el MoMA para la primera retrospectiva del siglo XXI de la carrera de Munch, titulada Edvard Munch: The Modern Life of the Soul.